# 一山西區
一山西區（： Ilsanseo-gu */?）是韓國京畿道高陽市的三個區之一，位於該市的最西端。本區和一山東區共同組成了高陽市的一山地區。

## 歷史
- 1996年3月1日：設置德陽區及一山區（朝鲜语：일산구）。
- 2005年5月16日：一山區分割成為一山東區及一山西區。

## 行政區劃
一山西區共分成9個行政洞或8個法定洞、219統、1,447班。
- 一山1洞
- 一山2洞
- 一山3洞
- 炭峴洞
- 注葉1洞
- 注葉2洞
- 大化洞
- 松浦洞
- 松山洞

## 交通
韓國鐵道公社
- ●首都圈電鐵3號線：大化站 - 注葉站
- ●首都圈電鐵京義·中央線：炭峴站 - 一山站